# FC Dordrecht
FC Dordrecht (celým názvem Football Club Dordrecht) je nizozemský fotbalový klub z Dordrechtu, který byl založen 16. srpna 1883 pod názvem Dordrechtsche Football Club (DFC). V červenobílém klubovém emblému je hlava berana.
Hřištěm klubu je GN Bouw Stadion s kapacitou 4 100 diváků.
V sezoně 2013/14 obsadil druhé místo v nizozemské druhé lize Eerste Divisie a po dlouhých letech si zajistil návrat do první ligy.

## Úspěchy
- Eerste Divisie: 2× vítěz (1982/83[pozn. 1], 1993/94)[1]
- Nizozemský fotbalový pohár: 2× vítěz (1914, 1932)[2]

## Výsledky v domácích ligových soutěžích
Od roku 1990